# Gapsjaure (Tärna socken, Lappland)
Gapsjaure är en sjö i Storumans kommun i Lappland och ingår i Vapstälven-Ranas kustområde. Sjön har en area på 0,235 kvadratkilometer och ligger 915,2 meter över havet. Sjön avvattnas av vattendraget Krutåga (Risbäcken).

## Delavrinningsområde
Gapsjaure ingår i det delavrinningsområde (727909-144651) som SMHI kallar för Utloppet av Gapsjaure. Medelhöjden är 977 meter över havet och ytan är 2,67 kvadratkilometer. Det finns inga avrinningsområden uppströms utan avrinningsområdet är högsta punkten. Avrinningsområdets utflöde Krutåga (Risbäcken) mynnar i havet. Avrinningsområdet består mestadels av kalfjäll (91 procent). Avrinningsområdet har 0,24 kvadratkilometer vattenytor vilket ger det en sjöprocent på 8,9 procent.